# Carlos Tejas
Carlos Rodrigo Tejas Pastén (né le 4 octobre 1971 à Iquique au Chili) est un footballeur chilien, qui évoluait au poste de gardien de but.

## Biographie

### Carrière en sélection
Avec l'équipe du Chili, il est appelé à plusieurs reprises entre 1997 et 2002, mais ne compte aucune cape. 
Il figure dans le groupe des sélectionnés lors de la Coupe du monde de 1998. Il est également retenu pour participer à la Copa América de 1997.

## Palmarès
Cobreloa
- Championnat du Chili (2) :
  - Champion : 2003 (ouverture) et 2003 (clôture).